# Mistrzostwa Polski w Kajakarstwie 2016
78. Mistrzostwa Polski seniorów w kajakarstwie – odbyły się w Poznaniu w dniach 27 – 28 sierpnia 2016. 
Mistrzostwa rozgrywane były na Torze Regatowym "Malta".

## Medaliści

### Mężczyźni

#### Kanadyjki
| Konkurencja | Złoto                                                                    | Czas      | Srebro                                                                         | Czas      | Brąz                                                                           | Czas      |
| C-1 200 m   | Michał Łubniewski (Stomil Poznań)                                        | 41.143    | Wiktor Głazunow (AZS Gorzów Wlkp)                                              | 41.575    | Tomasz Barniak (OKSW Olsztyn)                                                  | 41.707    |
| C-1 500 m   | Marcin Grzybowski (KS Posnania)                                          | 1:54.386  | Arsen Śliwiński (WKK Warszawa)                                                 | 1:55.686  | Aleksander Kitewski (Zawisza Bydgoszcz)                                        | 1:56.310  |
| C-1 1000 m  | Marcin Grzybowski (KS Posnania)                                          | 3:52.994  | Piotr Kuleta (AZS Opole)                                                       | 3:54.070  | Mateusz Zuchora (OKK Oława)                                                    | 4:00.718  |
| C-1 5000 m  | Marcin Grzybowski (Posnania)                                             | 22:37.914 | Mateusz Zuchora (OKK Oława)                                                    | 22:47.218 | Patryk Gluza (AZS AWF Poznań)                                                  | 23:56.802 |
| C-2 200 m   | Tomasz Barniak Mateusz Kamiński (OKSW Olsztyn)                           | 39.201    | Marcin Grzybowski Mariusz Kruk (KS Posnania)                                   | 39.541    | Michał Łubniewski Patryk Sokół (KS Stomil Poznań)                              | 39.585    |
| C-2 500 m   | Tomasz Barniak Mateusz Kamiński (OKSW Olsztyn)                           | 1:46.363  | Lawrence Drojetzki Daniel Pośpiech (AZS AWF Poznań)                            | 1:48.851  | Piotr Kuleta Grzegorz Szpynda (AZS Opole)                                      | 1:48.879  |
| C-2 1000 m  | Tomasz Barniak Mateusz Kamiński (OKSW Olsztyn)                           | 3:37.881  | Wiktor Głazunow Grzegorz Bryński (AZS-AWF Gorzów Wlkp.)                        | 3:39.669  | Piotr Kuleta Grzegorz Szpynda (AZS Opole)                                      | 3:43.013  |
| C-4 1000 m  | KS Posnania Mariusz Kruk Marcin Grzybowski Michał Kudła Łukasz Witkowski | 3:28.793  | KS AZS AWF Poznań Patryk Gluza Szymon Kosteński Gilbert Paluch Daniel Pośpiech | 3:30.665  | AZS Gorzów Wlkp Wiktor Głazunow Grzegorz Bryński Joshua Drojetzki Piotr Hertel | 3:31.441  |

#### Kajaki
| Konkurencja | Złoto                                                                                        | Czas      | Srebro                                                                                      | Czas      | Brąz                                                                                       | Czas      |
| K-1 200 m   | Paweł Kaczmarek (AZS Gorzów Wlkp)                                                            | 35.942    | Denis Ambroziak (Kayak Trzcianka)                                                           | 36.078    | Piotr Mazur (Zawisza Bydgoszcz)                                                            | 36.478    |
| K-1 500 m   | Norbert Kuczyński (Wiskord Szczecin)                                                         | 1:44.949  | Przemysław Szczepanik (KKS Sieradz)                                                         | 1:45.253  | Bartosz Stabno (Posnania)                                                                  | 1:45.253  |
| K-1 1000 m  | Rafał Rosolski (Dojlidy Białystok)                                                           | 3:38.273  | Bartosz Stabno (Posnania)                                                                   | 3:39.909  | Sławomir Siwiec (Admira Gorzów Wlkp)                                                       | 3:41.717  |
| K-1 5000 m  | Wiktor Wieruszewski (Fala Lublin)                                                            | 21:22.097 | Tomasz Olszewski (Energetyk Poznań)                                                         | 21:24.157 | Błażej Turski (KS Admira Gorzów Wlkp.)                                                     | 21:25.061 |
| K-2 200 m   | Grzegorz Bierzało Paweł Kaczmarek (AZS Gorzów Wlkp)                                          | 33.538    | Dorian Kliczkowski Bartosz Jonkisz (AZS Gorzów Wlkp.)                                       | 33.934    | Denis Ambroziak Krzysztof Wroniewicz (Kayak Trzcianka)                                     | 34.482    |
| K-2 500 m   | Rafał Rosolski Paweł Florczak (Dojlidy Białystok)                                            | 1:35.983  | Jakub Michalski Patryk Grzelka (AZS Poznań)                                                 | 1:37.051  | Michał Bil Marcin Przypadło (AZS Opole)                                                    | 1:38.439  |
| K-2 1000 m  | Rafał Rosolski Paweł Florczak (Dojlidy Białystok)                                            | 3:21.260  | Damian Uhle Norbert Kuczyński (Wiskord Szczecin)                                            | 3:23.480  | Michał Bil Marcin Przypadło (AZS Opole)                                                    | 3:23.648  |
| K-4 500 m   | Energetyk Poznań Robert Nowakowski Sławomir Witczak Tomasz Olszewski Piotr Gajewski          | 1:27.766  | Zawisza Bydgoszcz Martin Brzeziński Patryk Kulczyński Dominik Ponichtera Cezary Kolaszewski | 1:28.882  | AZS Gorzów Wlkp Bartłomiej Kołodziejczyk Bartosz Jonkisz Grzegorz Bierzało Paweł Kaczmarek | 1:29.338  |
| K-4 1000 m  | G'Power Gorzów Wlkp Wojciech Chrząszcz Przemysław Salamon Oskar Warszawski Przemysław Korsak | 3:02.203  | Zawisza Bydgoszcz Martin Brzeziński Patryk Kulczyński Dominik Ponichtera Cezary Kolaszewski | 3:03.467  | Energetyk Poznań Robert Nowakowski Sławomir Witczak Tomasz Olszewski Piotr Gajewski        | 3:03.819  |

### Kobiety

#### Kajaki
| Konkurencja | Złoto                                                                             | Czas      | Srebro                                                                         | Czas      | Brąz                                                                                      | Czas      |
| K-1 200 m   | Marta Walczykiewicz (KTW Kalisz)                                                  | 41.289    | Karolina Naja (AZS Gorzów Wlkp.)                                               | 41.345    | Dominika Włodarczyk (Zawisza Bydgoszcz)                                                   | 43.573    |
| K-1 500 m   | Ewelina Wojnarowska (KS Warta Poznań)                                             | 1:57.131  | Anna Puławska (AZS-AWF Gorzów Wlkp.)                                           | 1:59.003  | Martyna Lisiecka (Kayak Trzcianka)                                                        | 2:00.787  |
| K-1 1000 m  | Edyta Dzieniszewska (AKS Sparta Augustów)                                         | 4:01.677  | Julia Lis (AZS Poznań)                                                         | 4:06.525  | Emilia Cywińska (Zawisza Bydgoszcz)                                                       | 4:08.317  |
| K-1 5000 m  | Emilia Cywińska (Zawisza Bydgoszcz)                                               | 23:51.337 | Karolina Markiewicz (AZS Opole)                                                | 23:52.069 | Maja Kozłowska (AZS AWF Poznań)                                                           | 23:53.377 |
| K-2 200 m   | Karolina Naja Anna Puławska (AZS Gorzów Wlkp)                                     | 40.063    | Dominika Włodarczyk Emilia Cywińska (WKS Zawisza Bydgoszcz)                    | 41.471    | Justyna Iskrzycka Paulina Paszek (AZS Katowice)                                           | 41.603    |
| K-2 500 m   | Karolina Naja Anna Puławska (AZS Gorzów Wlkp)                                     | 1:48.422  | Justyna Iskrzycka Paulina Paszek (AZS AWF Katowice)                            | 1:50.430  | Dominika Włodarczyk Emilia Cywińska (Zawisza Bydgoszcz)                                   | 1:52.478  |
| K-2 1000 m  | Justyna Iskrzycka Paulina Paszek (AZS AWF Katowice)                               | 3:48.599  | Karolina Markiewicz Zuzanna Wolbach (AZS Opole)                                | 3:49.467  | Joanna Heneczkowska Małgorzata Puławska (KS Posnania)                                     | 3:52.419  |
| K-4 500 m   | AZS-AWF Katowice Justyna Iskrzycka Paulina Paszek Aleksandra Cader Ewelina Pilarz | 1:42.949  | KS Posnania Joanna Heneczkowska Małgorzata Puławska Karolina Pielin Anna Godek | 1:43.477  | Warta Poznań Ewelina Wojnarowska Nicola Tomidajewicz Wiktoria Węcławek Weronika Szymańska | 1:45.289  |

#### Kanadyjki
| Konkurencja | Złoto                                                         | Czas     | Srebro                                                                   | Czas     | Brąz                                               | Czas     |
| C-1 200 m   | Dorota Borowska (NOSiR Nowy Dwór Mazowiecki)                  | 49.795   | Magda Stanny (MOSM Tychy)                                                | 51.943   | Dorota Kozakiewicz (UKS Koszałek Opałek Węgorzewo) | 53.651   |
| C-2 500 m   | Dorota Borowska Klaudia Szulecka (NOSiR Nowy Dwór Mazowiecki) | 2:15.642 | Dorota Kozakiewicz Katarzyna Kozakiewicz (UKS Koszałek Opałek Węgorzewo) | 2:16.202 | Julia Walczak Maja Szajdek (OKSW Olsztyn)          | 2:19.158 |